# Göteborgs stadsområden
Göteborgs stadsområden är en geografisk områdesindelning som infördes i Göteborgs kommun den 1 januari 2021 i samband med att de tidigare stadsdelsnämndsområdena avskaffades vid årsskiftet 2020/2021. Indelningen består av fyra stadsområden, som huvudsakligen är en sammanslagning av de tidigare stadsdelsnämnderna. Varje stadsområde är uppdelat i ett antal primärområden.

## Inrättandet 2021
I samband med avvecklingen av stadsdelsnämnderna infördes fyra stadsområden (SO), som huvudsakligen är en sammanslagning av de tidigare stadsdelsnämndsområdena, med undantag för en justering av industriområdet mellan Säveån och E20, som tidigare tillhörde stadsdelsnämnden Örgryte–Härlanda, men överfördes till SO Nordost.
| Stadsområde (SO) med nummer | Stadsdelsnämnder (SDN)                       |
| --------------------------- | -------------------------------------------- |
| 1 Nordost                   | Angered och Östra Göteborg*                  |
| 2 Centrum                   | Centrum, Majorna–Linné och Örgryte–Härlanda* |
| 3 Sydväst                   | Askim–Frölunda–Högsbo och Västra Göteborg    |
| 4 Hisingen                  | Lundby, Norra Hisingen och Västra Hisingen   |

*Industriområdet mellan Säveån och E20, tillhörde tidigare stadsdelsnämnden Örgryte–Härlanda, men överfördes till SO Nordost.

## Primärområden per stadsområde (SO)
Varje stadsområde består av ett antal primärområden.
| 1 Nordost | 2 Centrum | 3 Sydväst | 4 Hisingen |
| --- | --- | --- | --- |
| - Agnesberg - Angereds Centrum - Bergum - Eriksbo - Gamlestaden - Gunnilse - Gårdstensberget - Hammarkullen - Hjällbo - Linnarhult - Lövgärdet - Norra Kortedala - Rannebergen - Södra Kortedala - Utby - Västra Bergsjön - Östra Bergsjön | - Annedal - Bagaregården - Björkekärr - Guldheden - Haga - Heden - Härlanda - Inom Vallgraven - Johanneberg - Kallebäck - Krokslätt - Kungsladugård - Kålltorp - Kärralund - Landala - Lorensberg - Lunden - Majorna - Masthugget - Olivedal - Olskroken - Redbergslid - Sanna - Skår - Stampen - Stigberget - Torpa - Vasastaden - Änggården - Överås | - Askim - Billdal - Bratthammar - Fiskebäck - Flatås - Frölunda Torg - Grevegården - Grimmered - Guldringen - Hagen - Hovås - Högsbo industriområde - Högsbohöjd - Högsbotorp - Järnbrott - Kannebäck - Kaverös - Långedrag - Näset - Ruddalen - Skattegården - Södra Skärgården - Tofta - Ängås - Önnered | - Arendal - Backa - Björlanda - Brunnsbo - Eriksberg - Hjuvik - Jättesten - Kvillebäcken - Kyrkbyn - Kärra - Kärrdalen - Lindholmen - Länsmansgården - Nolered - Norra Biskopsgården - Rambergsstaden - Rödbo - Skogome - Skälltorp - Slättadamm - Svartedalen - Säve - Södra Biskopsgården - Tuve |

## Nyckeltal för stadsområdena
Nyckeltalen redovisar statistik som beskriver Göteborg och dess fyra stadsområden, per den 31 december och kan användas för att jämföra de olika områdena. Nedan redovisas uppgifter för stadsområdet och jämförelse görs mot uppgifterna för hela kommunen.
|                                                           | Nordost    | Hela Göteborg |
| --------------------------------------------------------- | ---------- | ------------- |
| Folkmängd                                                 | 106 685    | 587 549       |
| Befolkningsförändring 2020–2021                           | +423       | +4 493        |
| Andel födda i utlandet                                    | 49,2 %     | 28,3 %        |
| Andel utrikes födda eller med två utrikes födda föräldrar | 69,5 %     | 38,1 %        |
| Medelinkomst                                              | 242 800 kr | 332 400 kr    |
| Arbetslöshet                                              | 13,1 %     | 6,6 %         |
| Antal ersatta dagar från F-kassan per person (16-64 år)   | 23,9       | 19,5          |
| Andel med eftergymnasial utbildning (minst 3 år)          | 22,2 %     | 37,9 %        |
| Andel bostäder byggda 1961–1970                           | 30,2 %     |               |
| Andel bostäder i allmännyttan                             | 47,4 %     | 25,9 %        |
| Antal färdigställda bostäder 2021                         | 861        |               |
| Andel bostäder i småhus                                   | 16,8 %     | 18,3 %        |

Nyckeltalen redovisar statistik som beskriver Göteborg och dess fyra stadsområden, per den 31 december och kan användas för att jämföra de olika områdena. Nedan redovisas uppgifter för stadsområdet och jämförelse görs mot uppgifterna för hela kommunen.
|                                                           | Centrum    | Hela Göteborg |
| --------------------------------------------------------- | ---------- | ------------- |
| Folkmängd                                                 | 191 408    | 587 549       |
| Befolkningsförändring 2020–2021                           | +838       | +4 493        |
| Andel födda i utlandet                                    | 18,7 %     | 28,3 %        |
| Andel utrikes födda eller med två utrikes födda föräldrar | 23,7 %     | 38,1 %        |
| Medelinkomst                                              | 350 200 kr | 332 400 kr    |
| Arbetslöshet                                              | 4,1 %      | 6,6 %         |
| Antal ersatta dagar från F-kassan per person (16-64 år)   | 17,4       | 19,5          |
| Andel med eftergymnasial utbildning (minst 3 år)          | 48,1 %     | 37,9 %        |
| Andel bostäder byggda 1941–1950                           | 36,7 %     |               |
| Andel bostäder i allmännyttan                             | 22,5 %     | 25,9 %        |
| Antal färdigställda bostäder 2021                         | 1 404      |               |
| Andel bostäder i småhus                                   | 4,6 %      | 18,3 %        |

Nyckeltalen redovisar statistik som beskriver Göteborg och dess fyra stadsområden, per den 31 december och kan användas för att jämföra de olika områdena. Nedan redovisas uppgifter för stadsområdet och jämförelse görs mot uppgifterna för hela kommunen.
|                                                           | Sydväst    | Hela Göteborg |
| --------------------------------------------------------- | ---------- | ------------- |
| Folkmängd                                                 | 121 605    | 587 549       |
| Befolkningsförändring 2020–2021                           | +1 649     | +4 493        |
| Andel födda i utlandet                                    | 20,9 %     | 28,3 %        |
| Andel utrikes födda eller med två utrikes födda föräldrar | 28,0 %     | 38,1 %        |
| Medelinkomst                                              | 379 100 kr | 332 400 kr    |
| Arbetslöshet                                              | 5,3 %      | 6,6 %         |
| Antal ersatta dagar från F-kassan per person (16-64 år)   | 19,4       | 19,5          |
| Andel med eftergymnasial utbildning (minst 3 år)          | 41,2 %     | 37,9 %        |
| Andel bostäder byggda 1961–1970                           | 43,1 %     |               |
| Andel bostäder i allmännyttan                             | 22,3 %     | 25,9 %        |
| Antal färdigställda bostäder 2021                         | 1 398      |               |
| Andel bostäder i småhus                                   | 36,7 %     | 18,3 %        |

Nyckeltalen redovisar statistik som beskriver Göteborg och dess fyra stadsområden, per den 31 december och kan användas för att jämföra de olika områdena. Nedan redovisas uppgifter för stadsområdet och jämförelse görs mot uppgifterna för hela kommunen.
|                                                           | Hisingen   | Hela Göteborg |
| --------------------------------------------------------- | ---------- | ------------- |
| Folkmängd                                                 | 166 367    | 587 549       |
| Befolkningsförändring 2020–2021                           | +1 470     | +4 493        |
| Andel födda i utlandet                                    | 30,9 %     | 28,3 %        |
| Andel utrikes födda eller med två utrikes födda föräldrar | 41,8 %     | 38,1 %        |
| Medelinkomst                                              | 333 400 kr | 332 400 kr    |
| Arbetslöshet                                              | 6,5 %      | 6,6 %         |
| Antal ersatta dagar från F-kassan per person (16-64 år)   | 19,2       | 19,5          |
| Andel med eftergymnasial utbildning (minst 3 år)          | 32,9 %     | 37,9 %        |
| Andel bostäder byggda 1951–1960                           | 18,9 %     |               |
| Andel bostäder i allmännyttan                             | 21,1 %     | 25,9 %        |
| Antal färdigställda bostäder 2021                         | 1 522      |               |
| Andel bostäder i småhus                                   | 26,4 %     | 18,3 %        |